# Lista de capítulos de Saint Seiya: Next Dimension
O mangá Saint Seiya: Next Dimension é escrito e ilustrado por Masami Kurumada, e é publicado pela editora Akita Shoten na revista Weekly Shōnen Champion. O mangá é um spin-off da série Saint Seiya, também de Masami Kurumada. O primeiro capítulo de Next Dimension (Prólogo) foi publicado em abril de 2006, já tendo ultrapassado mais de 90 capítulos lançados atualmente. Nesta página, os capítulos estão listados por Volume, com seus respectivos títulos originais (títulos originais na coluna secundária, os volumes de Next Dimension não são titulados). Alguns capítulos saíram apenas na Shōnen Champion, não tendo sido lançados na forma de volumes, porém, eles também estarão listados aqui.
No Brasil, é licenciado e publicado pela Editora JBC desde setembro de 2011.

## Volumes
| 1. Prólogo (序章, Joshō) 2. Dohko e Shion (童虎とシオン, Dōko to Shion) 3. Alone (アローン, Arōn) 4. Tenma (天馬, Tenma) 5. Amigo (友, Tomo) 6. A Espada de Hades (冥王の剣, Meiō no Ken) 7. O Despertar de Hades (冥王覚醒, Meiō Kakusei) | 1. O Castelo de Hades (ハーデス城, Hādesu-jō) 2. Espectros (冥闘士, Supekutā) 3. Barreira (結界, Kekkai) 4. Suikyo (水鏡, Suikyō) 5. Aquecer (ぬくもり, Nukumori) 6. A Água da Taça (杯座の水, Kuraterisu no Mizu) |

| 1. Izo e Ox (以蔵とオックス, Izō to Okkusu) 2. Pulseira de Flores (花の鎖, Hana no Kusari) 3. O Templo da Lua (月の神殿, Tsuki no Shinden) 4. Enquanto Houver Amor (愛あるかぎり, Ai Aru Kagiri) | 1. Lascoumoune (ラスクムーン, Rasukumūn) 2. Ave Fênix (不死鳥, Fushichō) 3. Portas do Espaço-Tempo (時空の扉, Jikū no Tobira) |

| 1. O Nascimento de Athena (女神降誕, Atena Kōtan) 2. A Adaga do Grande Mestre (教皇の短剣, Kyōkō no Tanken) 3. Para o Lado de Athena (女神のもとへ, Atena no Moto e) 4. O Inimigo Está Dentro do Santuário (敵は聖域にあり, Teki wa Sankuchuari ni Ari) | 1. Parede de Cristal (クリスタルウォール, Kurisutaru Wōru) 2. Lágrimas de Sangue (血涙, Ketsurui) 3. O Sinal de Athena (女神の道標, Atena no Dōhyō) |

| 1. Combate Mortal no Templo de Áries (白羊宮の死闘, Hakuyōkyū no Shitō) 2. Suisho (水清, Suishō) 3. Lanças de Gelo (氷槍, Hisō) 4. O Anjo Caído de Uma Asa Só (片翼の堕天使, Katayoku no Datenshi) | 1. O Labirinto do Templo de Gêmeos (双児宮の迷宮, Jemini no Meikyū) 2. O Presságio de um Combate Mortal (死闘への予感, Shitō he no Yokan) 3. Combate Mortal no Templo de Gêmeos (双児宮の死闘, Jemini no Shitō) |

| 1. Abel de Gêmeos (双子座のアベル, Jemini no Aberu) 2. Cain e Abel (Luz e Sombra) (光と影, Kain to Aberu) 3. Deathtoll, o Artesão de Caixões (棺桶屋のデストール, Kan'oke-ya no Desutōru) 4. Omertà (Caixão do Silêncio) (沈黙の棺, Omeruta) | 1. Sacrifício ao Satã Imperial (魔皇拳の生贄, Maō-ken no Ikenie) 2. O Calor Daqueles Dias (あの日のぬくもり, Ano Hi no Nukumori) 3. Avançando (歩み, Ayumi) |

| 1. Por Algum Dia... (いつかの日のために・・・, Itsuka no Hi no Tame ni...) 2. A Estrela que Ressuscita (起死回星, Kishikaisei) 3. Kaiser de Leão (獅子座のカイザー, Reo no Kaizā) 4. Punho de Luz (光の拳, Hikari no Ken) | 1. A Malícia dos Deuses (神の悪戯, Kami no Itazura) 2. O Labirinto dos Deuses (神々の迷宮, Kamigami no Rabirinsu) 3. A Misericórdia do Guerreiro (戦士の情け, Senshi no Nasake) |

| 1. Amizade Flamejante (炎の友情, Honō no Yūjō) 2. Portão da Morte (死門, Shi-mon) 3. A Grande Luz (大いなる光, Ōinaru Hikari) 4. Dragão e Cisne (龍と白鳥, Ryū to Hakuchō) | 1. Dragão e Tigre, Mestre e Discípulo (龍虎師弟, Ryūko Shitei) 2. Aquele que Sucede (継く者, Tsuku Mono) 3. Templo Maligno (魔宮, Makyū) |

| 1. O Décimo Terceiro Cavaleiro de Ouro (十三番目の黄金聖闘士, Jū-san-banme no Gōrudo Seinto) 2. Meu Amigo (わが友, Waga Tomo) 3. Tesouro do Céu (天舞宝輪, Tenbu Hōrin) 4. Om (阿吽, Aun) | 1. Intrepidez (蛮勇, Banyū) 2. Cosmo Divino (神の小宇宙, Kami no Kosumo) 3. Canção de Adeus à um Amigo (友を送る詩, Tomo o Okuru Uta) |

| 1. O Estandarte da Revolução (叛旗, Hanki) 2. Batalha Mortal no Submundo (黄泉の死闘, Yomi no Shitō) 3. Shabadabadaa (娑婆陀芭陀亜, Shabadabadā) 4. Cortejo Fúnebre (葬列, Sōretsu) | 1. O Miserável Câncer (蟹座無残, Kyansā Muzan) 2. Explosão de Pêssegos (桃爆, Momobaku) 3. Emissários (御使い, Mitsukai) |

| - Esp.I. A Promessa da Deusa (女神の誓い, Megami no Chikai) - Esp.II. A Expansão do Espaço-tempo (時空の間, Toki no Hazama) 1. O Símbolo do Leão (獅子座の証, Reo no Akashi) 2. O Veneno de Samael (サマエルの毒, Samaeru no Doku) | 1. Mystoria (ミストリア, Misutoria) 2. Ar Congelante Contra Ar Congelante (凍気対凍気, Tōki Tai Tōki) 3. O Sucessor de Aquário (水瓶座を継ぐ者, Akueriasu o Tsugu Mono) 4. Tremor Preliminar da Ruína (滅びへの予震, Horobi e no Yoshin) |

| 1. O Sonho de Han Tan de Shiryu (紫龍邯鄲の夢, Shiryū Kantan no Yume) 2. Écarlate da Casa de Escorpião (天蠍宮のエカルラート, Tenkatsukyū no Ekarurāto) 3. Sangue Dourado (黄金の血, Goruden Buraddo) 4. Aquele Escolhido pelo Dragão (龍に選ばれし者, Ryū ni Erabareshi Mono) | 1. A Flecha da Casa de Sagitário (人馬宮の矢, Jinbakyū no Ya) 2. A Lenda do Centauro (人馬伝説, Jinba Densetsu) 3. A Flecha da Deusa (女神の矢, Megami no Ya) |

| 1. Hipnoterapia (ヒュプノテラピア, Hyupunoterapia) 2. Hora da Ressurreição (復活の刻, Fukkatsu no Toki) 3. A Ressurreição de Odysseus (オデッセウスの復活, Odesseusu no Fukkatsu) 4. Lei do Despertar (覚醒の法, Kakusei no Hō) | 1. Dor do Passado (過去の痛み, Kako no Itami) 2. Duas Almas, Um Corpo (ニ心ー体, Nishin Ittai) 3. Sob uma Constelação Afligida (悩める星座のもとに, Nayameru Seiza no Moto ni) |

| 1. Ressurreição Vinda da Escuridão (闇からの蘇生, Yami Kara no Sosei) 2. Aquele que é Belo (美しき者, Utsukushiki Mono) 3. Coração de Leão (ライオンハート, Raion Hāto) 4. O Fruto de Corleone (コルレオーネの実, Korureōne no Mi) | 1. O Báculo de Asclepius (アスクレピオスの杖, Asukurepiosu no Jō) 2. Passividade (無為, Mu'i) 3. Depois do Sonho (夢のあと, Yume no Ato) |

| 1. Kuryūsosu no Ken (クリューソスの剣) 2. Tarutarosu no Ido (タルタロスの井戸) 3. Hyōi (憑依) 4. Sāsha (サーシャ) | 1. Hoshi no Moto ni (星の下に) 2. Takusareta Mono (託された者) 3. Nemuri Hime (眠り姫) |

| 1. Atena o Mamore (アテナを守れ) 2. Shaba e (娑婆へ) 3. Hana no Kizuna (花の絆) 4. Kokoro no Koe (心の声) | 1. Sukōpion no Shōmetsu (蠍座の消滅) 2. Honō no Kanata kara (炎の彼方から) 3. Kamigoroshi no Yaiba (神殺しの刃) 4. Gōrudo no Shūketsu (黄金の集結) |

| 1. Hanate! Atena no Ya (放て! 女神の矢) 2. Moeru Enburemu (燃える紋章) 3. Dappi (脱皮) 4. Meiō no Ken (冥王の剣) | 1. Atena no Shi (アテナの死) 2. Hana no Shirube (花の標) 3. Taiyōshin Aporon (太陽神アポロン) 4. Saishū Kai Ashita e no Kaze (最終回 未来への風) |